# كريستيان ريتشيرت
كريستيان ريتشيرت (بالألمانية: Christian Reichert)‏ (مواليد 7 فبراير 1985) هو سبّاح ألماني، مثّل بلاده في الألعاب الأولمبية الصيفية 2016.

## روابط خارجية
كريستيان ريتشيرت على موقع الاتحاد الدولي للسباحة (الإنجليزية)
- كريستيان ريتشيرت على موقع SwimRankings.net (الإنجليزية)
- كريستيان ريتشيرت على موقع اللجنة الأولمبية الدولية (الإنجليزية)
- كريستيان ريتشيرت على موقع أوليمبيديا (الإنجليزية)
- كريستيان ريتشيرت على موقع اللجنة الأولمبية الألمانية (الألمانية)